# 罗斯布吕克
罗斯布吕克（法語：Rosbruck，法語發音：[ʁɔsbʁyk]；洛林法兰克语：Rossbrigg）是法国摩泽尔省的一个市镇，属于福尔巴克-布莱摩泽尔区。

## 地理
罗斯布吕克（49°9'31"N, 6°51'3"E）面积1.41 平方千米，位于法国大東部大區摩泽尔省，该省份为法国东北部内陆省份，是洛林的一部分，西南接默尔特-摩泽尔省，东临下莱茵省，北与卢森堡和德国接壤。
与罗斯布吕克接壤的市镇（或旧市镇、城区）包括：科什伦、莫尔斯巴克。

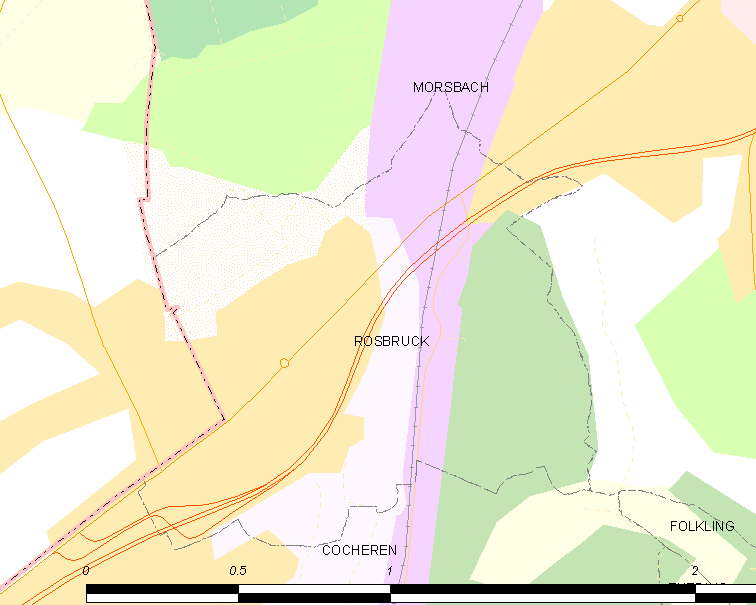
罗斯布吕克的OSM定位图

罗斯布吕克的时区为UTC+01:00、UTC+02:00（夏令时）。

## 行政
罗斯布吕克的邮政编码为57800，INSEE市镇编码为57596。

## 政治
罗斯布吕克所属的省级选区为福尔巴克县。

## 人口

1962-2008年间罗斯布吕克人口变化图示

罗斯布吕克于2022年1月1日时的人口数量为730人。